# Ada Deprez
Ada Deprez (Oostende, 12 oktober 1928 - Zwijnaarde, 17 juli 2015) was een Belgisch hoogleraar en pionier van het wetenschappelijk onderzoek naar de negentiende-eeuwse Vlaamse literatuur.

## Levensloop
Ada Deprez promoveerde in 1964 tot doctor in de Germaanse filologie met een proefschrift (in zes delen) gewijd aan de briefwisseling van, naar en over Jan Frans Willems (1793-1846).
Ze werd hoogleraar aan de Rijksuniversiteit Gent en richtte er het Cultureel Documentatiecentrum op voor de bewaring en de publicatie van negentiende-eeuws literair bronnenmateriaal. Het archief van dit documentatiecentrum, vernoemd naar haarzelf, berust bij de KU Leuven.
Ze was lid van de Koninklijke Academie voor Nederlandse Taal- en Letterkunde.
In 2008 werd ze lid in de Orde van de Gentse Draak (toegekend aan verdienstelijke personen die de Vlaamse eigenheid in de ruimste zin in Gent promoveren).
Ze was vanaf 1983 voorzitter van het Snellaertcomité, een contactgroep rond de literatuur in de 19de eeuw.
Van 1993 tot 2003 behoorde ze tot de redactie, samen met de professoren Walter Gobbers en Karel Wauters van de driedelige publicatie Hoofdstukken uit de geschiedenis van de Vlaamse letterkunde in de 19de eeuw.

## Publicaties
- De Vlaamse Leeuw. Feiten en stemmingen uit de jaren 1840-1848, in: Jaarboek De Fonteine, Jaargang 1960 (1961)
- Diana Daenens-Robijn (1805-1855) en het Gentse toneelleven van haar tijd, in: Jaarboek De Fonteine, Jaargang 1961 (1962)
- Rondom Willems' bekroning door de 'Fonteine' in 1812, in: Jaarboek De Fonteine. Jaargang 1962-1963 (1964)
- Uit het Archief van de Fonteine. Pieter Joost de Borchgrave en de Fonteine: een pennetwist uit 1812, in: Jaarboek De Fonteine, Jaargang 1967 (1967)
- Pieter Joost de Borchgraeve, in: Nationaal Biografisch Woordenboek, Deel 3, Brussel, (1968)
- De jonge Snellaert (1809-1838), in: Verslagen en mededelingen van de Koninklijke Academie voor Nederlandse taal- en letterkunde (nieuwe reeks) Jaargang 1970 (1970)
- Bij het eeuwfeest van de Zuidnederlandse, in: Ons Erfdeel, Jaargang 14 (1970-1971)
- Licentiaatswerken en doctoraten over Nederlandse, algemene en vergelijkende literatuurstudie 1934-1970 (1971)
- Snellaert verliefd, in: Album Willem Pée (1973)
- Licentiaatswerken en doctoraten over Nederlandse, algemene en vergelijkende literatuurstudie 1934-1975 (1976)
- Een idylle in de late negentiende eeuw. Rosa Rooses' brieven aan Cyriel Buysse 1892-1893, in: Verslagen en mededelingen van de Koninklijke Academie voor Nederlandse taal- en letterkunde (nieuwe reeks). Jaargang 1982 (1982)
- Brieven uit Wenen en Gent F.A. Snellaerts en J.A. de Laets correspondentie met G. Höfken 1842-1850, in: Verslagen en mededelingen van de Koninklijke Academie voor Nederlandse taal- en letterkunde (nieuwe reeks). Jaargang 1983 (1983)
- Over Gezelles briefwisseling met de Frans-Vlamingen (1884-1899), in: De Franse Nederlanden / Les Pays-Bas Français. Jaargang 1985 (1985)
- Publikaties over de Vlaamse literatuur in de negentiende eeuw. 1983-1985, in: Spiegel der Letteren. Jaargang 27 (1985)
- De bibliotheek van dr. F.A. Snellaert rondom de verwerving door de U.B. Gent 1872-1874, in: Verslagen en mededelingen van de Koninklijke Academie voor Nederlandse taal- en letterkunde (nieuwe reeks). Jaargang 1985 (1985)
- Literaire gids voor Oost-Vlaanderen (1987)
- Ger Schmook. Antwerpen 17 augustus 1898 - Antwerpen 5 juli 1985, in: Jaarboek van de Maatschappij der Nederlandse Letterkunde, 1987 (1987)
- Thijm en Vlaanderen, in: Verslagen en mededelingen van de Koninklijke Academie voor Nederlandse taal- en letterkunde (nieuwe reeks). Jaargang 1989 (1989)
- De professionalisering van de neerlandistiek in Vlaanderen, 1817-1914 (1989)
- Het editeren van brieven. De visie van een literair-historicus, in: Spektator. Jaargang 19 (1990)
- De teksteditie in theorie en praktijk, in: Spektator. Jaargang 19 (1990)
- (met Marcel de Smedt) Drie nieuwe brieven van Jan Frans Willems aan Jacob Grimm (1836-1837), in: Verslagen en mededelingen van de Koninklijke Academie voor Nederlandse taal- en letterkunde (nieuwe reeks). Jaargang 1990 (1990)
- De Franse en Nederlandse nadruk in België. "La nation la moins littéraire du monde, puisqu'elle copie tout et ne produit rien" (1990)
- (met Daniël Vanacker) Het archief van de raad van Vlaanderen. Summiere inventaris, in: Verslagen en mededelingen van de Koninklijke Academie voor Nederlandse taal- en letterkunde (nieuwe reeks). Jaargang 1991 (1991)
- Vader van de Vlaamse Beweging. Tweehonderd jaar Jan Frans Willems, in: Neerlandia. Jaargang 97 (1993)
- Jan Frans Willems herdacht, in: Nieuw Letterkundig Magazijn. Jaargang 11 (1993)
- Jan Frans Willems, Brussel, Kredietbank, 1993

### Werken in een editie van Ada Deprez
- Bibliografie van de Vlaamse literatuur in de negentiende eeuw, 1981
- Bibliografie van de Vlaamse tijdschriften in  de negentiende eeuw, 38 delen, 1983-2000
- Briefwisseling van Jan Frans Willems en Hoffmann von Fallersleben (1963)
- Brieven van, aan en over J.F.Willems, 1793-1846 (1965-1968)
- F.A. Snellaert en J.A. Alberdingk Thijm. Briefwisseling 1843-1872 (1971)
- Het verzameld journalistiek werk van Karel van de Woestyne, 15 delen
  - Deel 1. Nieuwe Rotterdamsche Courant juli 1906 - juni 1907 (1986)
  - Deel 2. Nieuwe Rotterdamsche Courant juli 1907 - januari 1909 (1986)
  - Deel 3. Nieuwe Rotterdamsche Courant maart 1909 - september 1910 (1988)
  - Deel 4. Nieuwe Rotterdamsche Courant oktober 1910 - november 1911 (1988)
  - Deel 5. Nieuwe Rotterdamsche Courant december 1911- januari 1913 (1989)
  - Deel 6. Nieuwe Rotterdamsche Courant januari 1913 - november 1913 (1990)
  - Deel 7. Nieuwe Rotterdamsche Courant november 1913 - maart 1915 (1991)
  - Deel 8. Nieuwe Rotterdamsche Courant februari 1915 - maart 1916 (1992)
  - Deel 9. Nieuwe Rotterdamsche Courant maart 1916 - september 1919 (1992)
  - Deel 10. Nieuwe Rotterdamsche Courant september 1919 - december 1921 (1992)
  - Deel 11. Nieuwe Rotterdamsche Courant december 1921 - december 1922 (1993)
  - Deel 12. Nieuwe Rotterdamsche Courant december 1922 - juli 1924 (1993)
  - Deel 13. Nieuwe Rotterdamsche Courant juli 1924 - augustus 1925 (1994)
  - Deel 14. Nieuwe Rotterdamsche Courant september 1925 - november 1926 (1994)
  - Deel 15. Nieuwe Rotterdamsche Courant november 1926 - januari 1929. Met enkele aanvullingen 1906, 1910 (1995)
- De briefwisseling van Guido Gezelle met de Engelsen 1854-1899 (3 delen) (1991)
  - De briefwisseling van Guido Gezelle met de Engelsen, 1854-1899. Deel 1 (1991)
  - De briefwisseling van Guido Gezelle met de Engelsen, 1854-1899. Deel 2 (1991)
  - De briefwisseling van Guido Gezelle met de Engelsen, 1854-1899. Deel 3 (1991)
- Inventaris van de briefwisseling van Ferdinand Augustijn Snellaert (1809-1872) (1977-1978)
- De briefwisseling tussen Ferdinand Snellaert en Jan Jacob De Laet (2009)